# Synagoge van Olomouc
De synagoge van Olomouc (Tsjechisch: synagoga v Olomouci en Olomoucká synagoga, soms: templ; Duits: Synagoge von Olmütz, soms: Israelitischer Tempel) was een synagoge in Olomouc, een stad in de Tsjechische regio Moravië. De synagoge is tussen 1895 en 1897 gebouwd op het Maria Theresiaplein (náměstí Marie Terezie), tegenwoordig Palachplein (Palachovo náměstí) op basis van een ontwerp van de Oostenrijkse architect Jakob Gartner. In maart 1939 is de synagoge van Olomouc tijdens de inname van het Protectoraat Bohemen en Moravië door Nazi-Duitsland uitgebrand.
Het hoogste punt van het gebouw, de Davidster op de centrale koepel, bevond zich op 38 meter boven straatniveau. Het was 39 meter lang en 22 meter breed en was in een noordwest/zuidoostelijke richting georiënteerd. De synagoge bood plaats aan bijna 750 personen (440 mannen en 304 vrouwen).

## Geschiedenis
In de buurt van de Jodenpoort (Židovská brána, Judentor) heeft in de middeleeuwen een synagoge gestaan. In 1454 werd het joden verboden om in koninklijke steden in Moravië te leven en verloor deze synagoge haar bestaansrecht. In de late jaren 50 van de 19e eeuw ontstond in Olomouc een "Israëlische cultvereniging". Door de inzet van Hermann Zweig en Adolph Brecher vonden in 1859 regelmatig diensten plaats in een gehuurde hal. Deze diensten werden in 1860 door de autoriteiten officieel toegestaan. In 1892 kwam de Joodse gemeente Olomouc uit deze cultvereniging voort, waarna de wens voor een eigen synagoge ontstond.
In 1894 verwierf de gemeente een lap grond nabij de Theresiapoort, een plek waar tot dan toe vestingwerken van de Vesting Olomouc hadden gelegen. De synagoge is gebouwd in een orientaals-moorse stijl op basis van een ontwerp van Jakub Gartner op initiatief van de latere rabbijn van Olomouc Berthold Oppenheim. Het voorbereidingscomité voor de bouw werd geleid door de voorzitter van de Joodse gemeente de industrieel Eduard Hamburger. Direct naast de synagoge werd ook het gebouw van het rabbinaat gebouwd, een gebouw met 2 verdiepingen met woningen en een kantoor voor administratieve zaken.
Gelijk na de bezetting van de Tsjecho-Slowaakse rompstaat door Nazi-Duitsland is de synagoge in brand gestoken door lokale nazi's. Vijftien brandweerkorpsen hebben tevergeefs geprobeerd deze brand te blussen. De resten van de afgebrande synagoge zijn geleidelijk door gevangenen van het toenmalige regime tot in 1941 opgeruimd, waarna de plek dienst deed als een parkje.
In 1955 is op de plek van de synagoge door het communistische regime een beeld geplaatst van Lenin en Stalin. Dit beeld is in 1990 na de fluwelen revolutie verwijderd. Het perceel waarop de synagoge gestaan heeft is opnieuw in bezit van de Joodse gemeenschap van Olomouc en omgebouwd tot een parkeerplaats. Op een naastgelegen gebouw van Palacký-Universiteit is een gedenkplaat aangebracht ter herinnering aan de Joodse slachtoffers van de Holocaust en de synagoge.

## Foto's

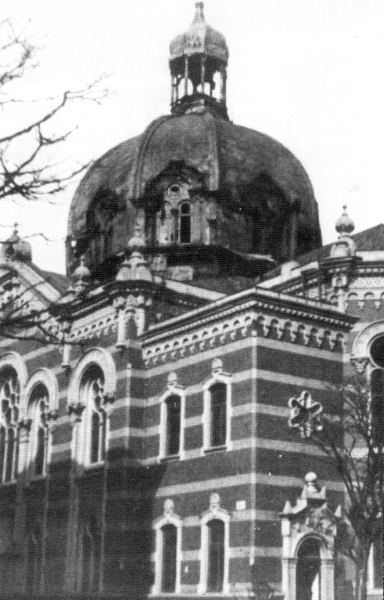
Detailfoto uit 1938
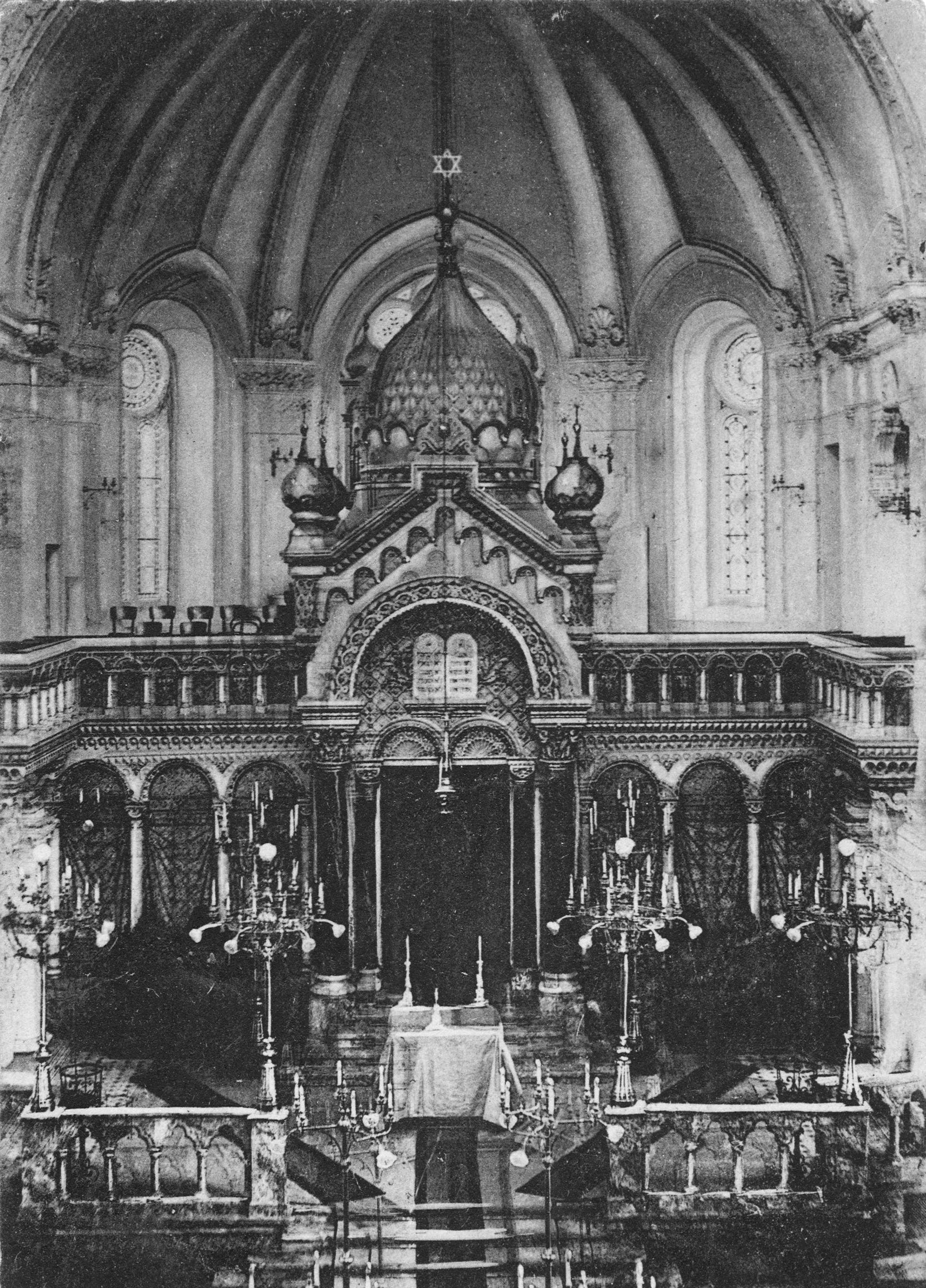
Het interieur van de synagoge
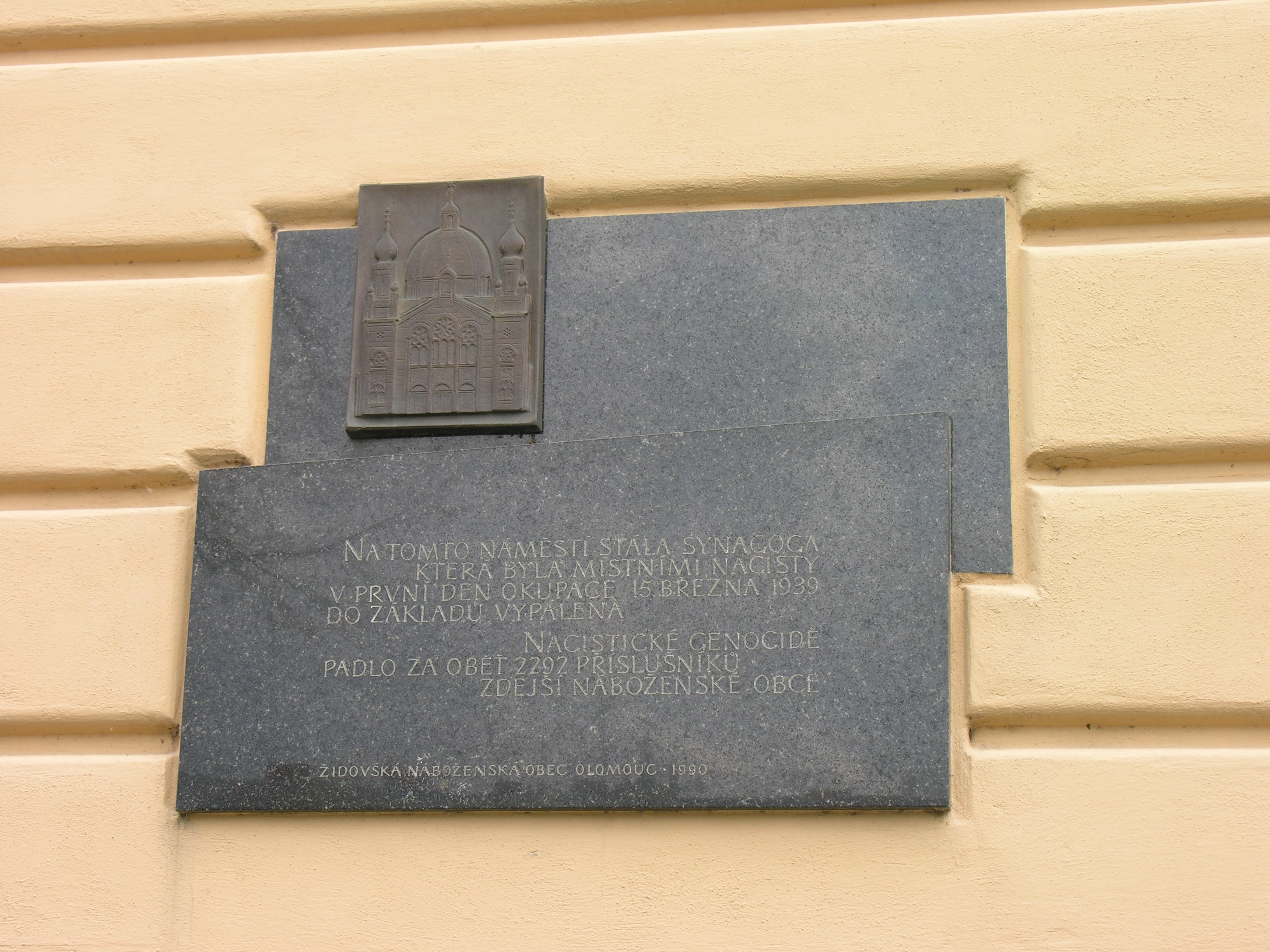
De gedenkplaat ter herinnering aan de Joodse slachtoffers van de Holocaust en de synagoge
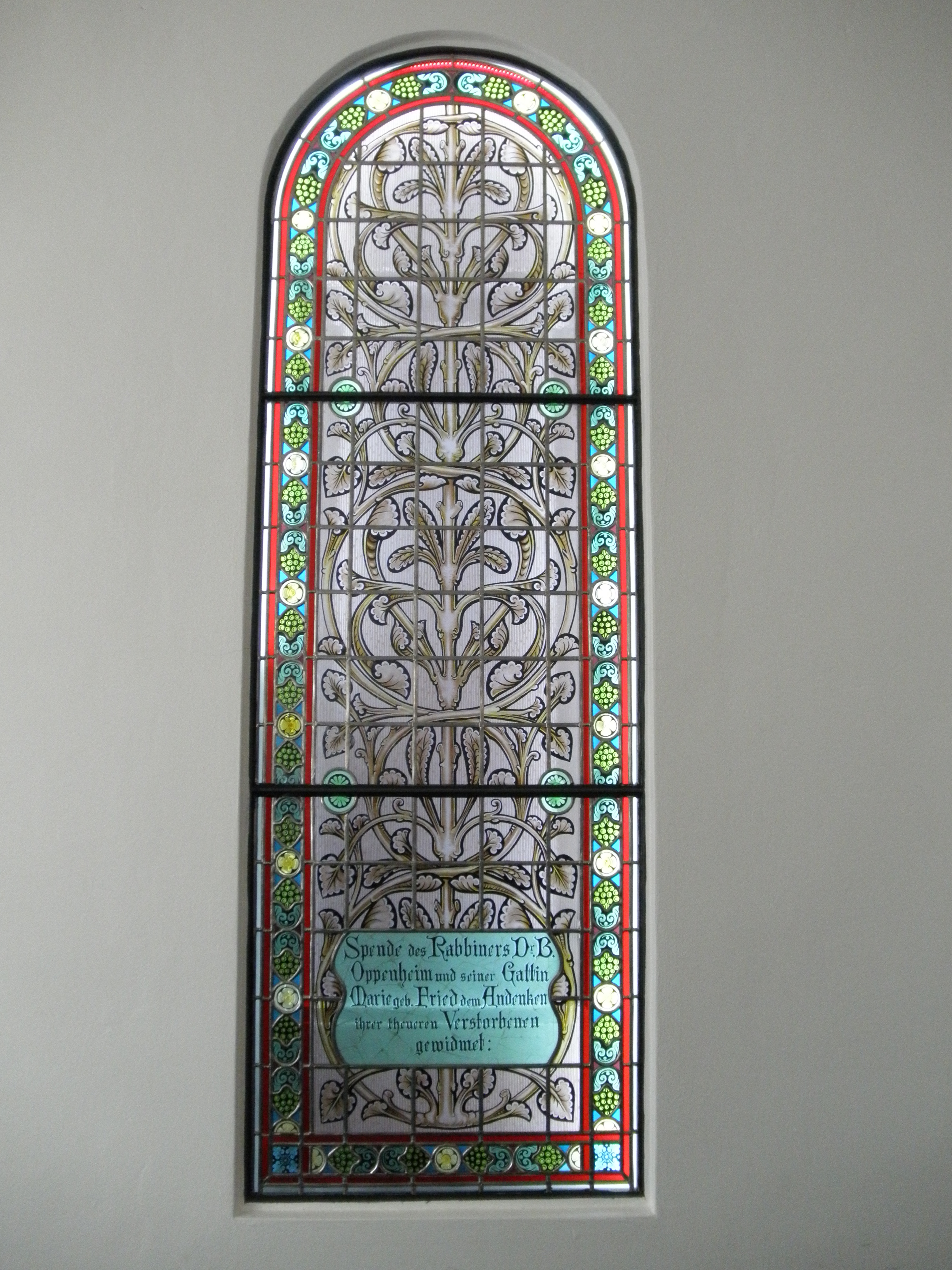
Een bewaard gebleven glas-in-loodraam uit 1897 van de synagoge
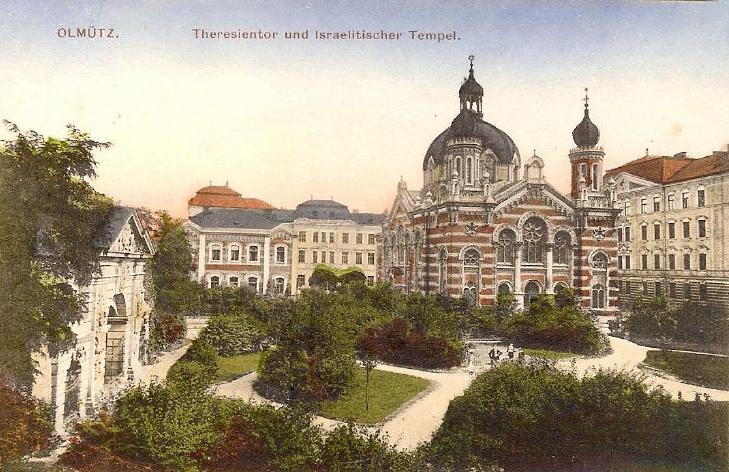
Ansichtkaart met rechts de synagoge en links het rabbinaat
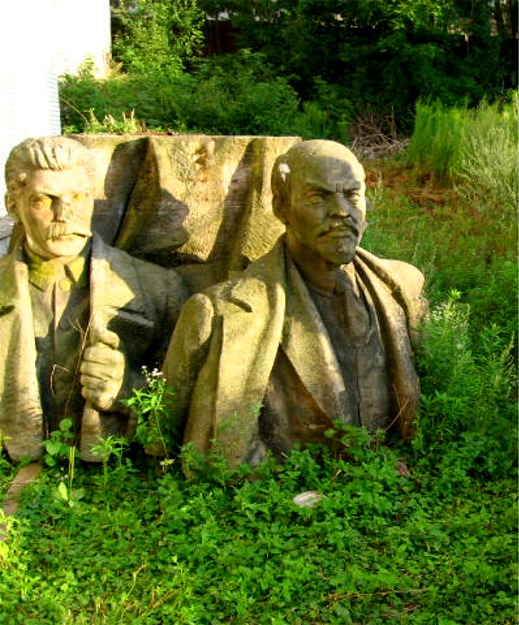
Een gedeelte van het beeld van Stalin en Lenin dat op de locatie van de synagoge heeft gestaan